# Lake Village (Arkansas)
Lake Village é uma cidade localizada no estado americano de Arkansas, no Condado de Chicot.

## Demografia
Segundo o censo americano de 2000, a sua população era de 2 823 habitantes.
Em 2006, foi estimada uma população de 2 584, um decréscimo de 239 (-8.5%).

## Geografia
De acordo com o United States Census Bureau, a localidade tem uma área de 5,4 km², sem área coberta por água. Lake Village localiza-se a aproximadamente 37 m acima do nível do mar.

## Localidades na vizinhança
O diagrama seguinte representa as localidades num raio de 32 km ao redor de Lake Village.